# Monster Rancher 2
Monster Rancher 2, initialement intitulé Monster Farm 2 (モンスターファーム), est un jeu vidéo, second opus de la série de jeux vidéo Monster Rancher, commercialisé en 1999 en Amérique du Nord et au Japon, et en 2000 en Europe. Dans le même temps, une série d'animation homonyme est diffusée au Japon. Le jeu est particulièrement bien accueilli par la presse spécialisée.

## Système de jeu
Monster Rancher 2 possède un gameplay similaire à son prédécesseur, néanmoins, mieux développé. Le jeu est développé en 3D dans sa quasi-totalité, et les différentes variétés de monstres présentés dans le jeu sont plus affectifs et beaucoup plus animés que dans le précédent opus. Le jeu présente également un total de plus de 400 monstres. Les combats durant lesquels le joueur fait combattre son monstre face à d'autres sont, cependant, identiques. Les attaques, commandées par le joueur, sont automatiquement effectuées par le jeu.
Le jeu est rétrocompatible, et les monstres créés dans le premier opus peuvent être inclus. Comme pour le premier opus, également, le jeu permet aux joueurs de créer des monstres grâce à des CD de tous types (musiques, jeux vidéo, etc. et de tous formats. Une fois le monstre créé, le joueur doit l'élever tel un animal domestique, l'entraîner et l'élever (le nourrir, notamment).

## Développement
Fin 1998, un deuxième opus suivant Monster Rancher est annoncé au Japon, notamment avec quelques captures d'écran présentées dans le magazine Famitsu. À sa première semaine de parution, le jeu est classé à la première place du top 10 des jeux PlayStation les plus vendus dans les marchés japonais. À sa sortie, le jeu est catégorisé « Tout public » (E) par le système de classification ESRB. Au même moment, une série d'animation inspirée du jeu est diffusée au Japon. L'histoire est créée par TMS-Kyokuichi Corp., le distributeur et animateur, et coproduite par CBC et Dentsu. À l'occasion de ce succès, la société Tecmo l'export de la série d'animation pour l'Amérique du Nord au troisième trimestre 1999, notamment sur la chaîne Big Kids Network.

## Accueil
Monster Rancher 2 est particulièrement bien accueilli par l'ensemble de la presse spécialisée. Le jeu est accueilli par une moyenne générale de 88 sur 100 sur Metacritic, basée sur 6 critiques. Le site Game Revolution lui attribue un « B » citant notamment le plus de monstres comparé au premier opus, mais également le faible développement des graphismes et le gameplay répétitif. GameSpot attribue au jeu une note de 8,2 sur 10, expliquant « Monster Rancher 2 inclut tout ce que constitue la suite d'un opus - elle reprend la même formule que le jeu original sans pour autant supprimer l'essentiel. Monster Rancher 2 nous offre tout le fun du jeu original. Les fans se sentiront bien avec ce nouveau jeu. » IGN lui attribue une note de 8,8 sur 10 : « Monster Rancher 2 est un excellent jeu, et tous ceux qui ont aimé le premier jeu devraient se l'accaparer le plus vite possible. »